# Municipio de Blue Mound (condado de Livingston)
El municipio de Blue Mound (en inglés: Blue Mound Township) es un municipio ubicado en el condado de Livingston en el estado estadounidense de Misuri. En el año 2010 tenía una población de 533 habitantes y una densidad poblacional de 4,84 personas por km².

## Geografía
El municipio de Blue Mound se encuentra ubicado en las coordenadas 39°39′40″N 93°35′52″O / 39.66111, -93.59778. Según la Oficina del Censo de los Estados Unidos, el municipio tiene una superficie total de 110.11 km², de la cual 109,57 km² corresponden a tierra firme y (0,49 %) 0,54 km² es agua.

## Demografía
Según el censo de 2010, había 533 personas residiendo en el municipio de Blue Mound. La densidad de población era de 4,84 hab./km². De los 533 habitantes, el municipio de Blue Mound estaba compuesto por el 99,62 % blancos, el 0,19 % eran afroamericanos, el 0,19 % eran amerindios. Del total de la población el 0 % eran hispanos o latinos de cualquier raza.